# Wang Fuzhi

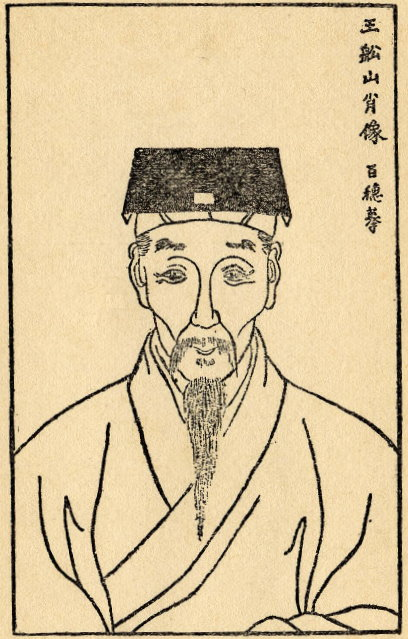
Wang Fuzhi

Wang Fuzhi (Chinesisch: 王夫之) (* 7. Oktober 1619 in Hengyang; † 18. Februar 1692, ebenda) war ein chinesischer Philosoph, Historiker und politischer Analyst. Er wird zur Gruppe der Ming-Loyalisten gerechnet. Ausgehend von seiner Kritik am herrschenden Neo-Konfuzianismus entwickelte Wang eine materialistische Philosophie. Seine geschichtsphilosophischen Auffassungen führten ihn zu der Forderung, dass eine Regierung allein dem Wohl des Volkes zu dienen habe. Als chinesischer Nationalist entwickelte er die Vorstellung einer chinesischen Ethnie, die sich aufgrund biologischer Merkmale definiere und sich von anderen Völkern abzugrenzen habe.
Wang Fuzhi wird zusammen mit Gu Yanwu und Huang Zongxi als einer der einflussreichsten Gelehrten der Übergangszeit von der Ming- zur Qing-Dynastie gesehen. Wangs Werke dienten als Inspiration für chinesische Intellektuelle des 19. und 20. Jahrhunderts. Seine Schriften beeinflussten auch Mao Zedong und zahlreiche Intellektuelle der Volksrepublik China.

## Leben
Wang stammte aus einer Beamtenfamilie und bestand das Beamtenexamen im Jahr 1642. Im Jahr 1644 eroberten die Mandschu Peking und die mandschurische Qing-Dynastie übernahm den Kaiserthron von der chinesischen Ming-Dynastie. Diese Machtübernahme lehnte Wang als illegitim ab. Er schloss sich dem bewaffneten Widerstand an, den er jedoch im Jahr 1650 als sinnlos ansah. Daraufhin zog er sich zurück und führte bis zu seinem Lebensende ein Leben als Gelehrter.

## Werk
Ausgangspunkt von Wangs Werk ist die Analyse der Ursache für den von ihm bedauerten Sturz der Ming-Dynastie. Als eine Hauptursache sah Wang die Verdrehung des klassischen Konfuzianismus durch die herrschende Lehre des Neo-Konfuzianismus. Generationen von neo-konfuzianischen Philosophen hätten sich seit der Song-Zeit immer weiter von den Lehren Zhang Zais entfernt und damit einen falschen Weg beschritten. Wang entwickelte Zhang Zai Lehren weiter, indem er ihnen einen praktischen Aspekt gab. Danach ist der Weg (dao) eine Funktionsbeschreibung der Materie (qi). Einen Sinn oder Weg ohne Materie sowie ein Nichtsein existierten für Wang nicht.
Gleich einer Maschine, für die es eine Bedienungsanleitung geben muss, müsse es laut Wang Gesetze für einen Staat geben, auch wenn diese nicht perfekt seien. Diese Gesetze müssten aber im Laufe der Zeit den Erfordernissen angepasst werden. Er forderte, dass politische Macht dem Wohl des Volks und nicht dem Wohl der Regierenden dienen solle.
Wang war Anhänger eines chinesischen Nationalismus. Diesen definierte er nicht kulturell, wie einige seiner Zeitgenossen, sondern ethnisch. Er postulierte, dass biologische Kriterien Chinesen von Nicht-Chinesen abgrenzten. Wang forderte, dass sich die ethnischen Chinesen von diesen abgrenzen müssten und nicht von ihnen regiert werden dürften. Damit konnte er die Ablehnung der regierenden Mandschu begründen, auch wenn diese den chinesischen Konfuzianismus übernommen hatten und förderten.
Er schrieb zahlreiche Werke über die Themen Philosophie, Politik und Geschichte, von denen aufgrund seiner Feindlichkeit gegenüber der herrschenden Qing-Dynastie keines zu seinen Lebzeiten veröffentlicht wurde. Erst Mitte des 19. Jahrhunderts wurden einige Werke publiziert. Zu seinen bekanntesten Werken gehören Kommentare zum Buch der Wandlungen, zum Geschichtsbuch Zizhi Tongjian („Du tongjian lun“) und über die Song-Zeit („Song lun“) sowie Das gelbe Buch („Huangshu“).